# Shenzhen Leopards
Les Shenzhen Leopards sont une équipe de basket-ball professionnelle qui joue dans la division sud du championnat de Chine de basket-ball. New Century est le sponsor corporatif du club. 
L'équipe est basée dans le district de Longgang à Shenzhen, dans la province de Guangdong, et joue ses matchs à domicile au Shenzhen Universiade Sports Center. 

## Histoire
Le club a été fondé en 2003 sous le nom de Dongguan New Century Leopards et était initialement situé à Dongguan, à Guangdong. Après douze saisons, l'équipe a déménagé à proximité de Shenzhen en 2015. Le succès est venu tôt dans leur existence pour les Léopards, car ils étaient les finalistes du championnat de la CBL, deuxième division chinoise, en 2004 et ont été promus en CBA pour la saison 2005-2006. 
Lors de sa première saison en 2005-2006, Dongguan a terminé en septième et dernière place dans la division Sud, et était hors des playoffs.
En juillet 2011, le meneur Jeremy Lin a joué pour l'équipe au ABA Club Championship, et a été nommé MVP du tournoi.
Le 26 décembre 2013, Bobby Brown a marqué 74 points dans un match contre les Sichuan Blue Whales, ce qui constitue le record du club.